# Le Caravage (film)
Pour les articles homonymes, voir Caravage.
Pour plus de détails, voir Fiche technique et Distribution.
Le Caravage est un  documentaire français réalisé par Alain Cavalier et sorti en octobre 2015. Il traite de la relation entre l'écuyer Bartabas et son cheval dont le nom est Le Caravage, filmés alors qu'ils préparent un nouveau spectacle équestre.

## Fiche technique
- Titre : Le Caravage
- Réalisation : Alain Cavalier
- Image : Alain Cavalier
- Montage : Emmanuel Manzano
- Genre : documentaire
- Pays d'origine :  France
- Durée : 70 minutes
- Dates de sortie : 
  - France : 28 octobre 2015[2]